# Cratere Alonso
Alonso è un cratere sulla superficie di Miranda.